# São Martinho da Serra
São Martinho da Serra est une municipalité brésilienne située dans l'État du Rio Grande do Sul.